# Seznam prejemnikov medalj svetovnih prvenstev v nordijskem smučanju v smučarskih skokih
Seznam prejemnikov medalj svetovnih prvenstev v nordijskem smučanju v smučarskih skokih, ki za moške z nekaj izjemami poteka na dve leti, prvič pa je potekalo leta 1925. Od leta 1962 poteka prvenstvo tako na veliki, kot tudi srednji skakalnici, od leta 1982 poteka tudi ekipna tekma, občasno tudi po dve ekipni tekmi. Od leta 2009 tekmovanje poteka tudi za ženske, od leta 2013 mešana ekipna tekma, od leta 2019 ženska ekipna tekma, od leta 2021 pa ženska tekma na veliki skakalnici.

## Moški

### Velika skakalnica posamično
| Prvenstvo              | Zlato                                                 | Srebro                                          | Bron                                             |
| 1925 Johannisbad       | Willen Dick (Češkoslovaška)                           | Henry Ljungmann (Norveška)                      | Frantisek Wende (Češkoslovaška)                  |
| 1926 Lahti             | Jacob Tullin Thams (Norveška)                         | Otto Aasen (Norveška)                           | Georg Østerholt (Norveška)                       |
| 1927 Cortina d'Ampezzo | Tore Edman (Švedska)                                  | Willen Dick (Češkoslovaška)                     | Bertil Carlsson (Švedska)                        |
| 1929 Zakopane          | Sigmund Ruud (Norveška)                               | Kristian Johansson (Norveška)                   | Hans Kleppen (Norveška)                          |
| 1930 Oslo              | Gunnar Andersen (Norveška)                            | Reidar Andersen (Norveška)                      | Sigmund Ruud (Norveška)                          |
| 1931 Oberhof           | Birger Ruud (Norveška)                                | Fritz Kaufmann (Švica)                          | Sven Eriksson (Švedska)                          |
| 1933 Innsbruck         | Marcel Reymond (Švica)                                | Rudolf Burkert (Češkoslovaška)                  | Sven Eriksson (Švedska)                          |
| 1934 Sollefteå         | Kristian Johansson (Norveška)                         | Arne Hovde (Norveška)                           | Sven Eriksson (Švedska)                          |
| 1935 Vysoké Tatry      | Birger Ruud (Norveška)                                | Reidar Andersen (Norveška)                      | Alf Andersen (Norveška)                          |
| 1937 Chamonix          | Birger Ruud (Norveška)                                | Reidar Andersen (Norveška)                      | Sigurd Sollid (Norveška)                         |
| 1938 Lahti             | Asbjørn Ruud (Norveška)                               | Stanisław Marusarz (Poljska)                    | Hilmar Myhra (Norveška)                          |
| 1939 Zakopane          | Josef 'Sepp' Bradl (Nemčija)                          | Birger Ruud (Norveška)                          | Arnholdt Kongsgaard (Norveška)                   |
| 1950 Lake Placid       | Hans Bjørnstad (Norveška)                             | Thure Lindgren (Švedska)                        | Arnfinn Bergmann (Norveška)                      |
| 1954 Falun             | Matti Pietikäinen (Finska)                            | Veikko Heinonen (Finska)                        | Bror Östman (Švedska)                            |
| 1958 Lahti             | Juhani Kärkinen (Finska)                              | Ensio Hyytiä (Finska)                           | Helmut Recknagel (Nemška demokratična republika) |
| 1962 Zakopane          | Helmut Recknagel (Nemška demokratična republika)      | Nikolaj Kamenskij (Sovjetska zveza)             | Niilo Halonen (Finska)                           |
| 1966 Oslo              | Bjørn Wirkola (Norveška)                              | Takaši Fudžisava (Japonska)                     | Kjell Sjöberg (Švedska)                          |
| 1970 Vysoké Tatry      | Garij Napalkov (Sovjetska zveza)                      | Jiří Raška (Češkoslovaška)                      | Stanisław Gąsienica (Poljska)                    |
| 1974 Falun             | Hans-Georg Aschenbach (Nemška demokratična republika) | Heinz Wossipiwo (Nemška demokratična republika) | Rudolf Höhnl (Češkoslovaška)                     |
| 1978 Lahti             | Tapio Räisänen (Finska)                               | Alois Lipburger (Avstrija)                      | Falko Weisspflog (Nemška demokratična republika) |
| 1982 Oslo              | Matti Nykänen (Finska)                                | Olav Hansson (Norveška)                         | Armin Kogler (Avstrija)                          |
| 1985 Seefeld           | Per Bergerud (Norveška)                               | Jari Puikkonen (Finska)                         | Matti Nykänen (Finska)                           |
| 1987 Oberstdorf        | Andreas Felder (Avstrija)                             | Vegard Opaas (Norveška)                         | Ernst Vettori (Avstrija)                         |
| 1989 Lahti             | Jari Puikkonen (Finska)                               | Jens Weissflog (Nemška demokratična republika)  | Matti Nykänen (Finska)                           |
| 1991 Val di Fiemme     | Franci Petek (Jugoslavija)                            | Rune Olijnyk (Norveška)                         | Jens Weissflog (Nemčija)                         |
| 1993 Falun             | Espen Bredesen (Norveška)                             | Jaroslav Sakala (Češka)                         | Andreas Goldberger (Avstrija)                    |
| 1995 Thunder Bay       | Tommy Ingebrigtsen (Norveška)                         | Andreas Goldberger (Avstrija)                   | Jens Weissflog (Nemčija)                         |
| 1997 Trondheim         | Masahiko Harada (Japonska)                            | Dieter Thoma (Nemčija)                          | Sylvain Freiholz (Švica)                         |
| 1999 Ramsau            | Martin Schmitt (Nemčija)                              | Sven Hannawald (Nemčija)                        | Hideharu Mijahira (Japonska)                     |
| 2001 Lahti             | Martin Schmitt (Nemčija)                              | Adam Małysz (Poljska)                           | Janne Ahonen (Finska)                            |
| 2003 Val di Fiemme     | Adam Małysz (Poljska)                                 | Matti Hautamäki (Finska)                        | Noriaki Kasai (Japonska)                         |
| 2005 Oberstdorf        | Janne Ahonen (Finska)                                 | Roar Ljøkelsøy (Norveška)                       | Jakub Janda (Češka)                              |
| 2007 Saporo            | Simon Ammann (Švica)                                  | Harri Olli (Finska)                             | Roar Ljøkelsøy (Norveška)                        |
| 2009 Liberec           | Andreas Küttel (Švica)                                | Martin Schmitt (Nemčija)                        | Anders Jacobsen (Norveška)                       |
| 2011 Oslo              | Gregor Schlierenzauer (AUT)                           | Thomas Morgenstern (AUT)                        | Simon Ammann (SUI)                               |
| 2013 Val di Fiemme     | Kamil Stoch (POL)                                     | Peter Prevc (SLO)                               | Anders Jacobsen (NOR)                            |
| 2015 Falun             | Severin Freund (DEU)                                  | Gregor Schlierenzauer (AUT)                     | Rune Velta (NOR)                                 |
| 2017 Lahti             | Stefan Kraft                                          | Andreas Wellinger                               | Piotr Żyła                                       |
| 2019 Seefeld           | Markus Eisenbichler                                   | Karl Geiger                                     | Killian Peier                                    |
| 2021 Oberstdorf        | Stefan Kraft                                          | Robert Johansson                                | Karl Geiger                                      |
| 2023 Planica           | Timi Zajc                                             | Rjoju Kobajaši                                  | Dawid Kubacki                                    |

### Srednja skakalnica posamično
| Prvenstvo          | Zlato                                                 | Srebro                                           | Bron                                             |
| 1962 Zakopane      | Toralf Engan (Norveška)                               | Antoni Laciak (Poljska)                          | Helmut Recknagel (Nemška demokratična republika) |
| 1966 Oslo          | Bjørn Wirkola (Norveška)                              | Dieter Neuendorf (Nemška demokratična republika) | Paavo Lukkariniemi (Finska)                      |
| 1970 Vysoké Tatry  | Garij Napalkov (Sovjetska zveza)                      | Jukio Kasaja (Japonska)                          | Lars Grini (Norveška)                            |
| 1974 Falun         | Hans-Georg Aschenbach (Nemška demokratična republika) | Dietrich Kampf (Nemška demokratična republika)   | Aleksej Borovitin (Sovjetska zveza)              |
| 1978 Lahti         | Matthias Buse (Nemška demokratična republika)         | Henry Glaß (Nemška demokratična republika)       | Aleksej Borovitin (Sovjetska zveza)              |
| 1982 Oslo          | Armin Kogler (Avstrija)                               | Jari Puikkonen (Finska)                          | Ole Bremseth (Norveška)                          |
| 1985 Seefeld       | Jens Weissflog (Nemška demokratična republika)        | Andreas Felder (Avstrija)                        | Per Bergerud (Norveška)                          |
| 1987 Oberstdorf    | Jiří Parma (Češkoslovaška)                            | Matti Nykänen (Finska)                           | Vegard Opaas (Norveška)                          |
| 1989 Lahti         | Jens Weissflog (Nemška demokratična republika)        | Ari-Pekka Nikkola (Finska)                       | Heinz Kuttin (Avstrija)                          |
| 1991 Val di Fiemme | Heinz Kuttin (Avstrija)                               | Kent Johanssen (Norveška)                        | Ari-Pekka Nikkola (Finska)                       |
| 1993 Falun         | Masahiko Harada (Japonska)                            | Andreas Goldberger (Avstrija)                    | Jaroslav Sakala (Češka)                          |
| 1995 Thunder Bay   | Takanobu Okabe (Japonska)                             | Hiroja Saito (Japonska)                          | Mika Laitinen (Finska)                           |
| 1997 Trondheim     | Janne Ahonen (Finska)                                 | Masahiko Harada (Japonska)                       | Andreas Goldberger (Avstrija)                    |
| 1999 Ramsau        | Kazujoši Funaki (Japonska)                            | Hideharu Mijahira (Japonska)                     | Masahiko Harada (Japonska)                       |
| 2001 Lahti         | Adam Małysz (Poljska)                                 | Martin Schmitt (Nemčija)                         | Martin Höllwarth (Avstrija)                      |
| 2003 Val di Fiemme | Adam Małysz (Poljska)                                 | Tommy Ingebrigtsen (Norveška)                    | Noriaki Kasai (Japonska)                         |
| 2005 Oberstdorf    | Rok Benkovič (Slovenija)                              | Jakub Janda (Češka)                              | Janne Ahonen (Finska)                            |
| 2007 Saporo        | Adam Małysz (Poljska)                                 | Simon Ammann (Švica)                             | Thomas Morgenstern (Avstrija)                    |
| 2009 Liberec       | Wolfgang Loitzl (Avstrija)                            | Gregor Schlierenzauer (Avstrija)                 | Simon Ammann (Švica)                             |
| 2011 Oslo          | Thomas Morgenstern (AUT)                              | Andreas Kofler (AUT)                             | Adam Malysz (POL)                                |
| 2013 Val di Flemme | Anders Bardal (NOR)                                   | Gregor Schlierenzauer (AUT)                      | Peter Prevc (SVN)                                |
| 2015 Falun         | Rune Velta (NOR)                                      | Severin Freund (DEU)                             | Stefan Kraft (AUT)                               |
| 2017 Lahti         | Stefan Kraft                                          | Andreas Wellinger                                | Markus Eisenbichler                              |
| 2019 Seefeld       | Dawid Kubacki                                         | Kamil Stoch                                      | Stefan Kraft                                     |
| 2021 Oberstdorf    | Piotr Żyła                                            | Karl Geiger                                      | Anže Lanišek                                     |
| 2023 Planica       | Piotr Żyła                                            | Andreas Wellinger                                | Karl Geiger                                      |

### Velika skakalnica ekipno
| Prvenstvo          | Zlato                                                                                    | Srebro                                                                                       | Bron                                                                                          |
| 1982 Oslo          | Johan Sætre Per Bergerud Ole Bremseth Olav Hansson Norveška                              | Hans Wallner · Hubert Neuper · Armin Kogler · Andreas Felder · Avstrija                      | Keijo Korhonen Jari Puikkonen Pentti Kokkonen Matti Nykänen Finska                            |
| 1984 Engelberg     | Markku Pusenius Pentti Kokkonen Jari Puikkonen Matti Nykänen Finska                      | Ulf Findeisen Matthias Buse Klaus Ostwald Jens Weissflog Nemška demokratična republika       | Ladislav Dluhoš · Vladimír Podzimek · Jiří Parma · Pavel Ploc · Češkoslovaška                 |
| 1985 Seefeld       | Tuomo Ylipulli Pentti Kokkonen Matti Nykänen Jari Puikkonen Finska                       | Andreas Felder · Armin Kogler · Günther Stranner · Ernst Vettori · Avstrija                  | Frank Sauerbrey Manfred Deckert Klaus Ostwald Jens Weissflog Nemška demokratična republika    |
| 1987 Oberstdorf    | Matti Nykänen Ari-Pekka Nikkola Tuomo Ylipulli Pekka Suorsa Finska                       | Ole Christian Eidhammer Hroar Stjernen Ole Gunnar Fidjestøl Vegard Opaas Norveška            | Ernst Vettori · Richard Schallert · Franz Neuländtner · Andreas Felder · Avstrija             |
| 1989 Lahti         | Ari-Pekka Nikkola Jari Puikkonen Matti Nykänen Risto Laakkonen Finska                    | Magne Johansen Clas-Brede Bråthen Ole Gunnar Fidjestøl Jon Inge Kjørum Norveška              | Jiří Parma · Martin Švagerko · Ladislav Dluhoš · Pavel Ploc · Češkoslovaška                   |
| 1991 Val di Fiemme | Heinz Kuttin · Ernst Vettori · Stefan Horngacher · Andreas Felder · Avstrija             | Ari-Pekka Nikkola Raimo Ylipulli Vesa Hakala Risto Laakonen Finska                           | Heiko Hunger · André Kiesewetter · Dieter Thoma · Jens Weissflog · Nemčija                    |
| 1993 Falun         | Bjørn Myrbakken Helge Brendryen Øyvind Berg Espen Bredesen Norveška                      | Martin Švagerko Slovaška František Jež Jiří Parma Jaroslav Sakala Češka                      | Ernst Vettori · Heinz Kuttin · Stefan Horngacher · Andreas Goldberger · Avstrija              |
| 1995 Thunder Bay   | Jani Soininen Janne Ahonen Mika Laitinen Ari-Pekka Nikkola Finska                        | Jens Weissflog · Gerd Siegmund · Hansjörg Jäkle · Dieter Thoma · Nemčija                     | Takanobu Okabe Džinja Nišikata Hiroja Saito Naoki Jasuzaki Japonska                           |
| 1997 Trondheim     | Ari-Pekka Nikkola Jani Soininen Mika Laitinen Janne Ahonen Finska                        | Kazujoši Funaki Takanobu Okabe Masahiko Harada Hiroja Saito Japonska                         | Christof Duffner · Martin Schmitt · Hansjörg Jäkle · Dieter Thoma · Nemčija                   |
| 1999 Ramsau        | Sven Hannawald · Christof Duffner · Dieter Thoma · Martin Schmitt · Nemčija              | Noriaki Kasai Hideharu Mijahira Masahiko Harada Kazujoši Funaki Japonska                     | Andreas Widhölzl · Martin Höllwarth · Reinhard Schwarzenberger · Stefan Horngacher · Avstrija |
| 2001 Lahti         | Sven Hannawald · Michael Uhrmann · Alexander Herr · Martin Schmitt · Nemčija             | Risto Jussilainen Jani Soininen Ville Kantee Janne Ahonen Finska                             | Andreas Goldberger · Wolfgang Loitzl · Martin Höllwarth · Stefan Horngacher · Avstrija        |
| 2003 Val di Fiemme | Janne Ahonen Tami Kiuru Arttu Lappi Matti Hautamäki Finska                               | Kazujoši Funaki Akira Higaši Hideharu Mijahira Noriaki Kasai Japonska                        | Tommy Ingebrigtsen Lars Bystøl Sigurd Pettersen Bjørn Einar Romøren Norveška                  |
| 2005 Oberstdorf    | Wolfgang Loitzl · Andreas Widhölzl · Thomas Morgenstern · Martin Höllwarth · Avstrija    | Risto Jussilainen Tami Kiuru Matti Hautamäki Janne Ahonen Finska                             | Bjørn Einar Romøren Sigurd Pettersen Lars Bystøl Roar Ljøkelsøy Norveška                      |
| 2007 Saporo        | Wolfgang Loitzl · Gregor Schlierenzauer · Andreas Kofler · Thomas Morgenstern · Avstrija | Tom Hilde Anders Bardal Anders Jacobsen Roar Ljøkelsøy Norveška                              | Šohej Točimoto Takanobu Okabe Daiki Ito Noriaki Kasai Japonska                                |
| 2009 Liberec       | Wolfgang Loitzl · Martin Koch · Thomas Morgenstern · Gregor Schlierenzauer · Avstrija    | Anders Bardal Tom Hilde Johan Remen Evensen Anders Jacobsen Norveška                         | Šohej Točimoto Takanobu Okabe Daiki Ito Noriaki Kasai Japonska                                |
| 2011 Oslo          | Gregor Schlierenzauer · Martin Koch · Andreas Kofler · Thomas Morgenstern · Avstrija     | Anders Jacobsen Bjoern Einar Romoeren Anders Bardal Tom Hilde Norveška                       | Peter Prevc Jurij Tepeš Jernej Damjan Robert Kranjec Slovenija                                |
| 2013 Val di Fiemme | Wolfgang Loitzl · Manuel Fettner · Thomas Morgenstern · Gregor Schlierenzauer · Avstrija | Andreas Wank · Severin Freund · Michael Neumayer · Richard Freitag · Nemčija                 | Maciej Kot Piotr Żyła Dawid Kubacki Kamil Stoch Poljska                                       |
| 2015 Falun         | Anders Bardal Anders Jacobsen Anders Fannemel Rune Velta Norveška                        | Stefan Kraft · Michael Hayböck · Manuel Poppinger · Gregor Schlierenzauer · Avstrija         | Piotr Żyła Klemens Murańka Jan Ziobro Kamil Stoch Poljska                                     |
| 2017 Lahti         | Piotr Żyła Dawid Kubacki Maciej Kot Kamil Stoch Poljska                                  | Anders Fannemel Johann André Forfang Daniel-André Tande Andreas Stjernen Norveška            | Michael Hayböck · Manuel Fettner · Gregor Schlierenzauer · Stefan Kraft · Avstrija            |
| 2019 Seefeld       | Karl Geiger · Richard Freitag · Stephan Leyhe · Markus Eisenbichler · Nemčija            | Philipp Aschenwald · Michael Hayböck · Daniel Huber · Stefan Kraft · Avstrija                | Jukija Sato Daiki Ito Džunširo Kobajaši Rjoju Kobajaši Japonska                               |
| 2021 Oberstdorf    | Pius Paschke · Severin Freund · Markus Eisenbichler · Karl Geiger · Nemčija              | Philipp Aschenwald · Jan Hörl · Daniel Huber · Stefan Kraft · Avstrija                       | Piotr Żyła Andrzej Stękała Kamil Stoch Dawid Kubacki Poljska                                  |
| 2023 Planica       | Lovro Kos Žiga Jelar Timi Zajc Anže Lanišek Slovenija                                    | Johann André Forfang Kristoffer Eriksen Sundal Marius Lindvik Halvor Egner Granerud Norveška | Daniel Tschofenig · Michael Hayböck · Jan Hörl · Stefan Kraft · Avstrija                      |

### Srednja skakalnica ekipno
| Prvenstvo       | Zlato                                                                                  | Srebro                                                                      | Bron                                                                           |
| 2001 Lahti      | Wolfgang Loitzl · Andreas Goldberger · Stefan Horngacher · Martin Höllwarth · Avstrija | Matti Hautamäki Risto Jussilainen Ville Kantee Janne Ahonen Finska          | Sven Hannawald · Michael Uhrmann · Alexander Herr · Martin Schmitt · Nemčija   |
| 2005 Oberstdorf | Wolfgang Loitzl · Andreas Widhölzl · Thomas Morgenstern · Martin Höllwarth · Avstrija  | Michael Neumayer · Martin Schmitt · Michael Uhrmann · Georg Späth · Nemčija | Primož Peterka Jure Bogataj Rok Benkovič Jernej Damjan Slovenija               |
| 2011 Oslo       | Gregor Schlierenzauer · Martin Koch · Andreas Kofler · Thomas Morgenstern · Avstrija   | Anders Jacobsen Bjørn Einar Romøren Anders Bardal Tom Hilde Norveška        | Martin Schmitt · Michael Neumayer · Michael Uhrmann · Severin Freund · Nemčija |

## Ženske

### Srednja skakalnica posamično
| Prvenstvo          | Zlato                   | Srebro                  | Bron                             |
| 2009 Liberec       | Lindsey Van (USA)       | Ulrike Grässler (GER)   | Anette Sagen (NOR)               |
| 2011 Oslo          | Daniela Iraschko (AUT)  | Elena Runggaldier (ITA) | Coline Mattel (FRA)              |
| 2013 Val di Fiemme | Sarah Hendrickson (USA) | Sara Takanaši (JPN)     | Jacqueline Seifriedsberger (AUT) |
| 2015 Falun         | Carina Vogt (DEU)       | Juki Ito (JPN)          | Daniela Iraschko-Stolz (AUT)     |
| 2017 Lahti         | Carina Vogt             | Juki Ito                | Sara Takanaši                    |
| 2019 Seefeld       | Maren Lundby            | Katharina Althaus       | Daniela Iraschko-Stolz           |
| 2021 Oberstdorf    | Ema Klinec              | Maren Lundby            | Sara Takanaši                    |
| 2023 Planica       | Katharina Althaus       | Eva Pinkelnig           | Anna Odine Strøm                 |

### Velika skakalnica posamično
| Prvenstvo       | Zlato              | Srebro        | Bron              |
| 2021 Oberstdorf | Maren Lundby       | Sara Takanaši | Nika Križnar      |
| 2023 Planica    | Alexandria Loutitt | Maren Lundby  | Katharina Althaus |

### Srednja skakalnica ekipno
| Prvenstvo       | Zlato                                                                              | Srebro                                                                                        | Bron                                                                            |
| 2019 Seefeld    | Juliane Seyfarth · Ramona Straub · Carina Vogt · Katharina Althaus · Nemčija       | Eva Pinkelnig · Jacqueline Seifriedsberger · Chiara Hölzl · Daniela Iraschko-Stolz · Avstrija | Anna Odine Strøm Ingebjørg Saglien Bråten Silje Opseth Maren Lundby Norveška    |
| 2021 Oberstdorf | Daniela Iraschko-Stolz · Sophie Sorschag · Chiara Hölzl · Marita Kramer · Avstrija | Nika Križnar Špela Rogelj Urša Bogataj Ema Klinec Slovenija                                   | Silje Opseth Anna Odine Strøm Thea Minyan Bjørseth Maren Lundby Norveška        |
| 2023 Planica    | Anna Rupprecht · Luisa Görlich · Selina Freitag · Katharina Althaus · Nemčija      | Chiara Kreuzer · Julia Mühlbacher · Jacqueline Seifriedsberger · Eva Pinkelnig · Avstrija     | Maren Lundby Eirin Maria Kvandal Thea Minyan Bjørseth Anna Odine Strøm Norveška |

## Mešano

### Srednja skakalnica ekipno
| Prvenstvo          | Zlato                                                                              | Srebro                                                                                            | Bron                                                                               |
| 2013 Val di Fiemme | Juki Ito Daiki Ito Sara Takanaši Taku Takeuči Japonska                             | Chiara Hölzl · Thomas Morgenstern · Jacqueline Seifriedsberger · Gregor Schlierenzauer · Avstrija | Ulrike Gräßler · Richard Freitag · Carina Vogt · Severin Freund · Nemčija          |
| 2015 Falun         | Carina Vogt · Richard Freitag · Katharina Althaus · Severin Freund · Nemčija       | Line Jahr Anders Bardal Maren Lundby Rune Velta Norveška                                          | Sara Takanaši Noriaki Kasai Juki Ito Taku Takeuči Japonska                         |
| 2017 Lahti         | Carina Vogt · Markus Eisenbichler · Svenja Würth · Andreas Wellinger · Nemčija     | Daniela Iraschko-Stolz · Michael Hayböck · Jacqueline Seifriedsberger · Stefan Kraft · Avstrija   | Sara Takanaši Taku Takeuči Juki Ito Daiki Ito Japonska                             |
| 2019 Seefeld       | Katharina Althaus · Markus Eisenbichler · Juliane Seyfarth · Karl Geiger · Nemčija | Eva Pinkelnig · Philipp Aschenwald · Daniela Iraschko-Stolz · Stefan Kraft · Avstrija             | Anna Odine Strøm Robert Johansson Maren Lundby Andreas Stjernen Norveška           |
| 2021 Oberstdorf    | Katharina Althaus · Markus Eisenbichler · Anna Rupprecht · Karl Geiger · Nemčija   | Silje Opseth Robert Johansson Maren Lundby Halvor Egner Granerud Norveška                         | Marita Kramer · Michael Hayböck · Daniela Iraschko-Stolz · Stefan Kraft · Avstrija |
| 2023 Planica       | Selina Freitag · Karl Geiger · Katharina Althaus · Andreas Wellinger · Nemčija     | Anna Odine Strøm Johann André Forfang Thea Minyan Bjørseth Halvor Egner Granerud Norveška         | Nika Križnar Timi Zajc Ema Klinec Anže Lanišek Slovenija                           |

## Medalje po državah
| Poz.       | Država                        | Zlato | Srebro | Bron | Skupaj |
| ---------- | ----------------------------- | ----- | ------ | ---- | ------ |
| 1          | Norveška                      | 22    | 28     | 24   | 74     |
| 2          | Avstrija                      | 20    | 20     | 19   | 59     |
| 3          | Nemčija                       | 19    | 15     | 11   | 45     |
| 4          | Finska                        | 14    | 12     | 9    | 35     |
| 5          | Poljska                       | 9     | 4      | 7    | 20     |
| 6          | Nemška demokratična republika | 6     | 6      | 4    | 16     |
| 7          | Japonska                      | 5     | 13     | 12   | 30     |
| 8          | Slovenija                     | 4     | 2      | 6    | 12     |
| 9          | Švica                         | 3     | 2      | 4    | 9      |
| 10         | Češkoslovaška                 | 2     | 3      | 4    | 9      |
| 11         | Sovjetska zveza               | 2     | 1      | 2    | 5      |
| 12         | ZDA                           | 2     | 0      | 0    | 2      |
| 13         | Švedska                       | 1     | 1      | 6    | 8      |
| 14         | Kanada                        | 1     | 0      | 0    | 1      |
| 14         | Jugoslavija                   | 1     | 0      | 0    | 1      |
| 16         | Češka                         | 0     | 3      | 2    | 5      |
| 17         | Slovaška                      | 0     | 1      | 0    | 1      |
| 17         | Italija                       | 0     | 1      | 0    | 1      |
| 19         | Francija                      | 0     | 0      | 1    | 1      |
| Skupaj: 19 | Skupaj: 19                    | 111   | 112    | 111  | 334    |